# 小行星5079
小行星5079（5079 Brubeck）是一颗绕太阳运转的小行星，为主小行星带小行星。该小行星于1975年2月16日发现。

## 轨道参数
小行星5079的轨道半长轴为2.6404119 UA，离心率为0.206。